# 接吻可是左撇子
《接吻可是左撇子》（日语：キスだって左利き）是日本女子組合SKE48的第10張單曲，於2012年9月19日由avex trax發售。

## 概要
與前作《I love you 我愛你！》相隔約4個月發售的作品。分為TYPE-A、TYPE-B、TYPE-C、劇場盤（mu-mo盤）共4種形式發售，初回生産分附送重溫時間 最佳曲目50 2012投票券和全国握手会参加引換券各1枚和全16種原創閃卡1枚。而且是AKB48團體初次與專輯同日發售。
音樂影片（MV）的外景拍攝地點在北海道函館市的多個地方進行。
今作是連續第3個作品（標題曲是連續4作）包括c/w曲沒有任何商業合作。

## 收錄曲

### TYPE-A
封面照片（外）：松井珠理奈・矢神久美・小木曾汐莉・古川愛李・松村香織
封面照片（內）：白组成员16名
CD
1. キスだって左利き
（作詞：秋元康、作曲：川島有真、編曲：板垣祐介）
2. 体育館で朝食を - 白組
（作詞：秋元康、作曲：角野寿和、編曲：THE ROG）
3. 神々の領域
（作詞：秋元康、作曲：吉木絵里子、編曲：ハマサキユウジ）
4. キスだって左利き off vocal
5. 体育館で朝食を off vocal
6. 神々の領域 off vocal

DVD
1. キスだって左利き music video
2. 体育館で朝食を music video
3. 特典映像〈ガチ!対談-I-〉special movie

- 小木曽汐莉×杉本彩
- 古川愛李×池田秀一
- 松井珠理奈×野村克也
- 松村香織×具志堅用高
- 矢神久美×山路徹

初回限定封入特典
- 全国握手会活動参加券（1枚）
- 原創閃卡（全16種其中1種隨機封入）

### TYPE-B
封面照片（表）：大矢真那・松井玲奈・秦佐和子・木本花音・菅なな子
封面照片（裏）：红组成员16名
CD
1. キスだって左利き
2. 鳥は青い空の涯を知らない - 紅組
（作詞：秋元康、作曲・編曲：生田真心）
3. 神々の領域
4. キスだって左利き off vocal
5. 鳥は青い空の涯を知らない off vocal
6. 神々の領域 off vocal

DVD
1. キスだって左利き music video
2. 鳥は青い空の涯を知らない music video
3. 特典映像〈ガチ!対談-II-〉special movie

- 大矢真那×日高のり子
- 木本花音×福田彩乃
- 菅なな子×千秋
- 秦佐和子×大平貴之
- 松井玲奈×本田望結

初回限定封入特典
- 全国握手会活動参加券（1枚）
- 原創閃卡（全16種其中1種隨機封入）

### TYPE-C
封面照片（外）：木﨑ゆりあ・須田亞香里・中西優香・高柳明音・向田茉夏・矢方美紀
封面照片（內）：接吻可是左撇子选拔成员16名
CD
1. キスだって左利き
2. あっという間の少女 - 公演頑張った組
（作詞：秋元康、作曲：吉富小百合、編曲：野中“まさ”雄一）
3. 神々の領域
4. キスだって左利き off vocal
5. あっという間の少女 off vocal
6. 神々の領域 off vocal

DVD
1. キスだって左利き music video
2. 特典映像〈ガチ!対談-II-〉special movie

- 木﨑ゆりあ×藤岡弘、
- 須田亜香里×草刈民代
- 高柳明音×渡辺正行
- 中西優香×三ツ矢雄二
- 向田茉夏×川越達也
- 矢方美紀×吉村作治

初回限定封入特典
- 全国握手会活動参加券（1枚）
- 原創閃卡（全16種其中1種隨機封入）

### 劇場盤
封面照片（外）：「接吻可是左撇子」選抜成員16名
封面照片（內）：旧遺愛女学校本館正面玄関：
CD
1. キスだって左利き
2. 体育館で朝食を - 白組
3. 鳥は青い空の涯を知らない - 紅組
4. SKE48 10th single medley
5. キスだって左利き off vocal
6. 体育館で朝食を off vocal
7. 鳥は青い空の涯を知らない off vocal

特典
- 個別握手会参加券（1枚）
- 原創閃卡（全16種其中1種隨機封入）

## 選抜成員
以下僅為單曲發售時的團隊情況
今作是除畢業預定的平田璃香子之外，全體成員都参加有CD演出。

### 接吻可是左撇子
（中心：松井珠理奈）
- Team S：大矢真那、木﨑ゆりあ、菅なな子、須田亞香里、中西優香、松井珠理奈、松井玲奈、矢神久美
- Team KII：小木曾汐莉、高柳明音、秦佐和子、古川愛李、向田茉夏、矢方美紀
- Team E：木本花音
- 研究生：松村香織
菅・松村是初次進入選抜。5期生是初次進入選抜。而且，選抜成員除菅以外在「AKB48第27張單曲選拔總選舉」的結果是被選定的成員。還有松村是從研究生開始進入選抜在「1！2！3！4！ 請多關照！」是木本進入選抜・山田恵里伽（前Team E）以来被選出[4]。菅的選抜發表当時是研究生，在8月29日昇格到Team S。中西是「1!2!3!4! 請多關照!」以来約1年10個月復歸選抜成員。

### 神的領域
（中心：松井珠理奈）
- Team S：大矢真那、桑原みずき、高田志織、出口陽、中西優香、平松可奈子、松井珠理奈、松井玲奈、矢神久美
- Team KII：佐藤聖羅、佐藤實繪子
由平田以外的現役1期生11人主唱。

### 体育馆的早餐
「白組」名義
（中心：平松可奈子、石田安奈）
- Team S：桑原みずき、平松可奈子
- Team KII：阿比留李帆、石田安奈、加藤智子、後藤理沙子、佐藤實繪子、松本梨奈
- Team E：磯原杏華、内山命、小林亞實、斉藤真木子、柴田阿弥
- 研究生：岩永亞美、江籠裕奈、新土居沙也加
内山・岩永・江籠是初次参加。選抜成員的範圍由前作增加4人至現時16名。選抜昇格的中西・松村和畢業預定的平田落選，選抜降格的石田・松本和「卒業式の忘れ物」以来的白組選出加入藤智。

### 鸟儿不知天之际
「紅組」名義
（中心：木下有希子、金子栞）
- Team S：加藤るみ、鬼頭桃菜、木下有希子、高田志織、出口陽
- Team KII：井口栞里、佐藤聖羅
- Team E：上野圭澄、梅本まどか、金子栞、竹内舞、原望奈美、古畑奈和、山下ゆかり
- 研究生：小林絵未梨、藤本美月
井口・古畑・小林絵・藤本是初次参加。與白組同様，選抜成員的範圍由前作增加4人至現時16名。選抜昇格的菅落選，選抜降格的金子和「パパは嫌い」以来的紅組選出加入竹内。

### あっという間の少女
「公演加油組」名義
（中心：二村春香）
- Team KII：赤枝里々奈、山田澪花
- Team E：酒井萌衣、高木由麻奈、都築里佳
- 研究生：市野成美、犬塚あさな、大脇有紗、荻野利沙、日置実希、二村春香、水埜帆乃香、宮前杏実、山田みずほ
選抜以及紅白不参加的正規成員5人和研究生9人構成。

## 備註

### 出典
1. ↑  avex公式サイトでの表記 的存檔，存档日期2012-09-19.
2. ↑  TYPE-A、TYPE-B、TYPE-C的初回盤和通常盤的封面不同，但内容是相同。
3. ↑  函館市公式観光情報サイト 的存檔，存档日期2012-09-26.2012年9月19日閲覧。
4. ↑  SKE新選抜にロボット研究生の菅なな子 （页面存档备份，存于） - 日刊スポーツ 2012年8月13日（2012年8月13日閲覧）

## 外部連結
- SKE48官方網站内介紹網頁
  - TYPE-A
    - 初回生産限定盤 （页面存档备份，存于）
    - 通常盤 （页面存档备份，存于）

  - TYPE-B
    - 初回生産限定盤 （页面存档备份，存于）
    - 通常盤 （页面存档备份，存于）

  - TYPE-C
    - 初回生産限定盤 （页面存档备份，存于）
    - 通常盤 （页面存档备份，存于）

  - 劇場盤 （页面存档备份，存于）
- YouTube上的キスだって左利き MV（Short ver.）
- YouTube上的体育館で朝食を MV（Short ver.）
- YouTube上的鳥は青い空の涯を知らない MV（Short ver.）
- YouTube上的キスだって左利き 特典ダイジェスト映像
- 單曲宣傳街宣車
  - YouTube上的在澀谷行走的《接吻可是左撇子》街宣車